# سنزو ميوا
سنزو روبرت ميوا (بالإنجليزية: Senzo Robert Meyiwa)‏ لاعب كُرة قدم جنوب أفريقي في مركز حراسة المرمى ولد يوم 24 سبتمبر 1987 في مدينة ديربان في جنوب أفريقيا. قُتل يوم 26 أكتوبر 2014 في مدينة فوسولورس بعد أن قامت إحدى العصابات بإطلاق النار عليه وقد كان يلعب مع نادي أورلاندو بايرتس ولعب أيضاً مع منتخب جنوب أفريقيا لكرة القدم.

## مسيرته الكروية
لعب سنزو ميوا خلال مسيرته الاحترافية مع نادِ واحدٍ في عشرة مواسم ولم يسجل خلالها أي هدف ضمن 109 مباراة. حيث فاز في موسمين بالكأس وفي موسمين بالدوري.
خاض سنزو ميوا مسيرته مع نادي أورلاندو بيراتس في موسم 2005–06 ليلعب معه عشرة مواسم، مشاركًا في 109 مباراة ولم يسجل أي هدف.

## روابط خارجية
- سنزو ميوا على موقع قاعدة بيانات كرة القدم.إي يو (الإنجليزية)
- سنزو ميوا على موقع ناشيونال فوتبول تيمز (الإنجليزية)
- سنزو ميوا على موقع Soccerway.com (الإنجليزية)
- سنزو ميوا على موقع عالم كرة القدم.نت (الإنجليزية)